# Horst Walter Blanke
Horst Walter Blanke (* 13. September 1954 in Essen; † 1. August 2022) war ein deutscher Historiker.

## Werdegang
Blanke studierte Geschichte und Germanistik an der Ruhr-Universität Bochum, in London und Chicago und wurde 1986 in Bochum promoviert. 1996 habilitierte er sich an der Universität Bielefeld mit einer materialreichen Untersuchung über Politische Herrschaft und soziale Ungleichheit im Spiegel des Anderen. Er lehrte 1986 bis 1989 an der Universität Bochum und danach in Bielefeld. Blanke war Privatdozent (ab 2007 außerplanmäßiger Professor) in Bielefeld und war zeitweise am Kulturwissenschaftlichen Institut Essen tätig.
Er befasste sich mit Geschichtsschreibung und Geschichtswissenschaft im 18. und 19. Jahrhundert, der Geschichte Kanadas, der Geschichte und Kultur des Reisens und der Geschichte des Films.
2009 erhielt Blanke den Wedekind-Preis für deutsche Geschichte der Akademie der Wissenschaften zu Göttingen für seine kritische Edition von Johann Gustav Droysens Historik im Verlag Frommann-Holzboog, die er in langjähriger Arbeit erstellte.

## Schriften (Auswahl)
- Historiographiegeschichte als Historik. Frommann-Holzboog, Stuttgart-Bad Cannstatt 1991.
- Politische Herrschaft und soziale Ungleichheit im Spiegel des Anderen. Untersuchungen zu den deutschsprachigen Reisebeschreibungen vornehmlich im Zeitalter der Aufklärung. 2 Bände. Hartmut Spenner, Waltrop 1997 (= Wissen und Kritik, 7).
- mit Dirk Fleischer: Theoretiker der deutschen Aufklärungshistorie. 2 Bände. Frommann-Holzboog, Stuttgart-Bad Cannstatt 1990.
- Herausgeber mit Peter Leyh: Johann Gustav Droysen, Historik. Frommann-Holzboog, Stuttgart-Bad Cannstatt 1977–2020 (3 Bände in 5 Teilbänden, ein Supplementband).
- Herausgeber: Historie und Historik. 200 Jahre Johann Gustav Droysen. Festschrift für Jörn Rüsen zum 70. Geburtstag. Böhlau, Köln u. a. 2009.